# Ricardo Santos Lago
Ricardo Santos Lago, meglio conosciuto come Ricardo Baiano (Ilhéus, 13 settembre 1980), è un ex calciatore brasiliano naturalizzato bosniaco, centrocampista.

## Biografia
Anche suo fratello Wagner Lago è un calciatore professionista; a partire dalla stagione 2012-2013 i due fratelli sono anche compagni di squadra nel Široki Brijeg.

## Carriera

### Club
Durante la sua carriera ha giocato con varie squadre di club, tra cui il Žemčužina-Soči, in cui si è trasferito nel 2010.

### Nazionale
Il 9 ottobre 2004 prende parte alla partita valida per la qualificazione al Mondiale 2006 Bosnia ed Erzegovina-Serbia e Montenegro 0-0.

## Palmarès

### Club

#### Competizioni internazionali
- Copa Sudamericana: 1

San Paolo: 2012

#### Competizioni nazionali
- Campionato bosniaco: 1

Široki Brijeg: 2003-2004
- Coppa della Bosnia ed Erzegovina: 1

Široki Brijeg: 2012-2013

#### Competizioni regionali
- Supercampeonato Paulista: 1

San Paolo: 2002

## Statistiche

### Cronologia presenze e reti in Nazionale
| Cronologia completa delle presenze e delle reti in nazionale ― Bosnia ed Erzegovina | Cronologia completa delle presenze e delle reti in nazionale ― Bosnia ed Erzegovina | Cronologia completa delle presenze e delle reti in nazionale ― Bosnia ed Erzegovina | Cronologia completa delle presenze e delle reti in nazionale ― Bosnia ed Erzegovina | Cronologia completa delle presenze e delle reti in nazionale ― Bosnia ed Erzegovina | Cronologia completa delle presenze e delle reti in nazionale ― Bosnia ed Erzegovina | Cronologia completa delle presenze e delle reti in nazionale ― Bosnia ed Erzegovina | Cronologia completa delle presenze e delle reti in nazionale ― Bosnia ed Erzegovina |
| Data                                                                                | Città                                                                               | In casa                                                                             | Risultato                                                                           | Ospiti                                                                              | Competizione                                                                        | Reti                                                                                | Note                                                                                |
| ----------------------------------------------------------------------------------- | ----------------------------------------------------------------------------------- | ----------------------------------------------------------------------------------- | ----------------------------------------------------------------------------------- | ----------------------------------------------------------------------------------- | ----------------------------------------------------------------------------------- | ----------------------------------------------------------------------------------- | ----------------------------------------------------------------------------------- |
| 9-10-2004                                                                           | Sarajevo                                                                            | Bosnia ed Erzegovina                                                                | 0 – 0                                                                               | Serbia e Montenegro                                                                 | Qual. Mondiali 2006                                                                 | -                                                                                   |                                                                                     |
| Totale                                                                              |                                                                                     | Presenze                                                                            | 1                                                                                   |                                                                                     | Reti                                                                                | 0                                                                                   |                                                                                     |